# Уккусиссат
Уккусиссат (гренл. Ukkusissat, старая орфография Uvkusigssat) — поселение в коммуне Каасуитсуп, в Западной Гренландии, с населением 184 человека (январь 2005). Оно расположено к северу от Уумманнак, рядом с фьордом Ууманнак. Близлежащие горы также носит имя Уккусиссат наряду с датским вариантом Store Malene.

## Транспорт
Air Greenland обслуживает деревню в рамках государственного контракта, при полетах между Уккусиссат (гелипорт) и Ууманнак (гелипорт).

## Внешние ссылки
- Исторические фотографии поселения.